# یدلانی
یدلانی (به چکی: Jedlany) یک منطقهٔ مسکونی در جمهوری چک است که در منطقه تابور واقع شده‌است.
 یدلانی ۴٫۲ کیلومتر مربع مساحت و ۶۹ نفر جمعیت دارد و ۴۸۶ متر بالاتر از سطح دریا واقع شده‌است.